# Fonctionnalisme (relations internationales)
Pour les articles homonymes, voir Fonctionnalisme.
Le fonctionnalisme est un courant de pensée en théorie des relations internationales, représenté en particulier par David Mitrany, qui étudie le processus d'intégration de l'espace politique. Son objectif est de mettre en place un système international pacifique, par le biais d'institutions qui transcendent l'État-nation. Ce courant, qui apparaît lors de l'entre-deux-guerres, s'inscrit dans le cadre du courant libéral et idéaliste, qui va de Emmanuel Kant à Woodrow Wilson. Après la Seconde Guerre mondiale, ces thèses ont été reprises par des acteurs politiques tels que Jean Monnet et Robert Schuman.

## Exposé de la théorie
Dans la théorie fonctionnaliste, ce sont les nécessités techniques (et non politiques) d'une société complexe qui favorisent la coopération. En d'autres termes, les problèmes qui dépassent les frontières d'un État-nation, ou ses capacités, entraînent mécaniquement la création d'institutions internationales ou supranationales appropriées. La clé pour l'intégration est le bien-être social, qui est supposé être assuré plus efficacement par des institutions supranationales. Les fonctionnalistes considèrent en effet que le gouvernement par des politiques dans le cadre de l'État-nation amène à privilégier la lutte pour le pouvoir sur le bien-être social. L'État est ainsi considéré comme une institution imparfaite qu'il s'agit de démembrer progressivement de ses capacités, avec l'objectif final de diminuer la conflictualité interétatique afin d'arriver, à terme, à l'élimination de la guerre.
Les organisations internationales dans les domaines techniques (comme l'Organisation internationale du travail, l'Union postale universelle, l'Organisation mondiale de la santé, etc.) illustrent la théorie fonctionnaliste.
La théorie fonctionnaliste adopte une perspective dite bottom-up (du bas vers le haut): cela signifie que les nécessités de la base entraînent la création d'institutions au sommet pour satisfaire ces nécessités. Elle se concentre sur les aspects de spillover ou d'engrenages (représentés par exemple par la construction progressive de la Communauté européenne) et sur la question du transfert de loyauté des citoyens vers les organisations inter- ou supra-nationales.

## Les conditions du fonctionnalisme
Dans la pensée de David Mitrany, il ne doit pas exister de gouvernement central. L'idéalisme de cette théorie pousse en effet à dépolitiser à l'extrême le processus décisionnel international et la décentralisation en est la pierre angulaire. Cette théorie s'inspire ainsi du New Deal dans lequel chaque problème a été traité individuellement. Ainsi, il est indispensable qu'il n'y ait jamais aucune institutionnalisation des missions. La théorie fonctionnaliste ne peut donc exister que sous certaines conditions, il faut tout d'abord que les problèmes sociétaux soient de nature transnationale et qu'il y ait une liberté totale d'organisation pour les organisations internationales, tant du point de vue de leur création que de leur fonctionnement. Selon cette théorie, les organisations internationales ont donc la souveraineté au sens de la compétence de la compétence de Georg Jellinek.

## Critiques du fonctionnalisme
Cette théorie fonctionnaliste a été critiquée en raison de son caractère purement idéaliste. En effet cette théorie se développe alors même que le droit international émergent prend clairement un chemin intergouvernementaliste et non supranational.
Le fonctionnalisme souffre également de déficit démocratique puisque ce sont les organisations qui décident elle-même des sujets qu'elles abordent. La question des domaines entremêlés est également à soulever puisqu'il n'est pas possible dans la réalité de diviser les problèmes sociétaux en catégories. Une dernière critique plus pratique est celle de la détermination de la qualité des experts et de leur contrôle.